# Asynchronní sériová komunikace

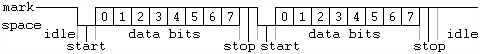
Průběh signálu při asynchronním sériovém přenosu dvou osmibitových znaků. Každá značka začíná start bitem, za kterým následuje osm datových bitů (0-7) a jeden stop bit, což dává 10bitovou značku.

Asynchronní sériová komunikace (taky asynchronní sériový přenost, nebo archaicky arytmický sériový přenos) je v informatice druh sériová komunikace, při kterém nedochází k synchronizaci pomocí společného hodinového signálu. Přenos každého znaku (bajtu) se provádí určenou přenosovou rychlostí, kterou vysílač i přijímač odměřuje každý svými hodinami. Přenos každého znaku se zahajuje změnou signálu na datové lince.

## Přenos znaku
Znak (také slabika nebo bajt) může mít 5 až 8 bitů datové informace. K datovým bitům jsou přidány pomocné bity, které slouží pro synchronizaci a kontrolu přenosu. Jednotlivé bity jsou vysílány postupně za sebou (tj. sériově). Vysílání může předcházet vysílání předchozího znaku nebo klid na lince (stav idle), což je logická jednička trvající libovolně dlouho. Pokud čas přenosu datového bitu označíme jako T1, tak při vysílání jednoho znaku se postupně odvysílá:
- rozběhový prvek (anglicky start bit), což je logická nula po dobu T1
- první* datový bit vysílaného znaku (logická nula nebo logická jednička po dobu T1)
- druhý datový bit vysílaného znaku (po dobu T1)
- poslední datový bit vysílaného znaku (po dobu T1)
- volitelně se odvysílá kontrolní paritní bit
  - paritní bit je určen součtem všech datových bitů, zda je sudý, nebo lichý
  - kontrolním součtem na straně přijímače se ověřuje, zda nedochází k chybám při přenosu
  - používá buď sudá nebo lichá parita podle toho, zda se do kontrolního součtu zahrnuje i samotný paritní bit
- závěrný prvek (anglicky stop bit, nebo stop bits)
  - během stop bitu se vysílá logická jednička
  - běžné trvání stop bitu je 1*T1, 1,5*T1 nebo 2*T1
  - trvání stop bitu se běžně označuje jako "počet stop bitů"

*Bity znaku se většinou vysílají v pořadí od nejméně významného (LSb, váha 20) po nejvýznamnější (MSb, váha 2N-1, kde N je počet bitů znaku).

## Původ
Formát značky při asynchronním sériovém přenosu je odvozen přímo z konstrukce dálnopisného stroje, který byl takto navržen, protože tehdejší elektromechanická technologie neumožňovala dostatečně pro synchronní operace: proto bylo potřeba, aby se systémy synchronizovaly pro každý znak. Po zasynchronizování při přijetí start bitu byla i tehdejší technologie dostatečně přesná na udržení bitové synchronizace pro zbytek značky.
Velmi raná pokusná telegrafní zařízení s otiskem používala pouze start bit a vyžadovala ruční nastavení rychlosti přijímacího mechanismu, aby bylo dekódování znaků spolehlivé. Problém synchronizace nakonec vyřešil Howard Krum, který se nechal patentovat start-stop metodu synchronizace (US Patent 1199011 přidělený 19. září 1916, a US Patent 1286351 přidělený 3. prosince 1918). Krátce poté byl patentován praktický dálnopis (US Patent 1232045 přidělený 3. července 1917).
Stop bity dávají zařízení čas na zotavení před dalším znakem. Staré dálnopisné systémy používaly 5 datových bitů, obvykle s nějakou variantou kódu Baudot.
Mechanické dálnopisy pracující s pětibitovou mezinárodní telegrafní abecedou č. 2 (MTA-2) nebo pětibitovým kódem kódem Baudot (díky stejné velikosti slova někdy s MTA-2 zaměňovaným) obvykle používaly délku stop intervalu rovnou 1.5 násobku trvání datového bitu. Velmi rané elektromechanické dálnopisy (před rokem 1930) mohly vyžadovat 2 stop bity, aby umožnily provedení mechanického otisku znaku bez použití vyrovnávacích pamětí. Hardware, který nepodporuje zlomkové počty stop bitů, může pro komunikaci s zařízením používajícím 1,5 stop bitu vysílat 2 stop bity a při příjmu očekávat 1 stop bit.

## Funkce
Pro úspěšný přenos musí vysílač a přijímač používat stejné parametry přenosu:
- Plný nebo poloviční duplex
- Počet bitů na jeden znak
- Endianita: pořadí, ve kterém se přenášejí jednotlivé bity značky
- Rychlost v bitech za sekundu (často nesprávně označovaná jako rychlost Baudech). Některé systémy používají automatickou detekci rychlosti.
- Zda se používá paritní bit
- Druh parity (lichá nebo sudá), pokud se používá paritní bit
- Počet vysílaných stop bitů (musí být větší nebo roven počtu stop bitů, které potřebuje přijímač)
- Reprezentace signálu značka (mark) a mezera (space) (v rané telegrafii směr proudu, později polarita napětí v EIA RS-232, u FSK frekvence)

Asynchronní sériový přenos často používaly modemy na přístup na počítače se sdílením času a systémy BBS. Tyto systémy používají sedmi nebo osmibitové znaky.
Při komunikaci mezi počítači se často používá nastavení "8N1", tj. osmibitové znaky bez parity a s jedním stop bitem. Na odeslání jednoho znaku je tedy potřeba 10 dob trvání jednoho bitu (T1), což umožňuje jednoduchý přepočet přenosové rychlosti na rychlost přenosu ve znacích.
Asynchronní start-stop je fyzická vrstva používaná pro propojení mezi počítačem a modemem pro mnoho aplikací používajících komutované připojení k Internetu, které používají pro datový spoj protokoly jako je PPP pro vytváření paketů složených ze slabik přenesených pomocí arytmického sériového přenosu. U moderních modemů používání arytmického přenosu nepřináší ztráta výkonu, protože moderní modemy mají vyrovnávací paměti, které jim umožňují používat pro vzájemnou komunikaci proprietární synchronní protokol, zatímco mezi počítačem a modemem se používá arytmická komunikace s vyšší rychlostí; aby se zabránilo ztrátám dat (přeběh), používá se řízení toku dat.